# Ordo Templi Orientis
Der Ordo Templi Orientis (Tempelorden des Ostens bzw. Orientalischer Templerorden), kurz O.T.O., ist eine zu Beginn des 20. Jahrhunderts gegründete okkulte Organisation, die bis in die Gegenwart als Initiationsorden esoterische Ideen und Praktiken lehrt. Zu den wichtigsten Praktiken gehört die Ausübung der Sexualmagie, die der zentrale Lehrinhalt des O.T.O. ist. Die Ursprünge des O.T.O. lassen sich zu den deutschsprachigen Okkultisten Carl Kellner, Henry Klein, Franz Hartmann  und Theodor Reuß zurückverfolgen. Später wurde der O.T.O. maßgeblich von Aleister Crowley geprägt.

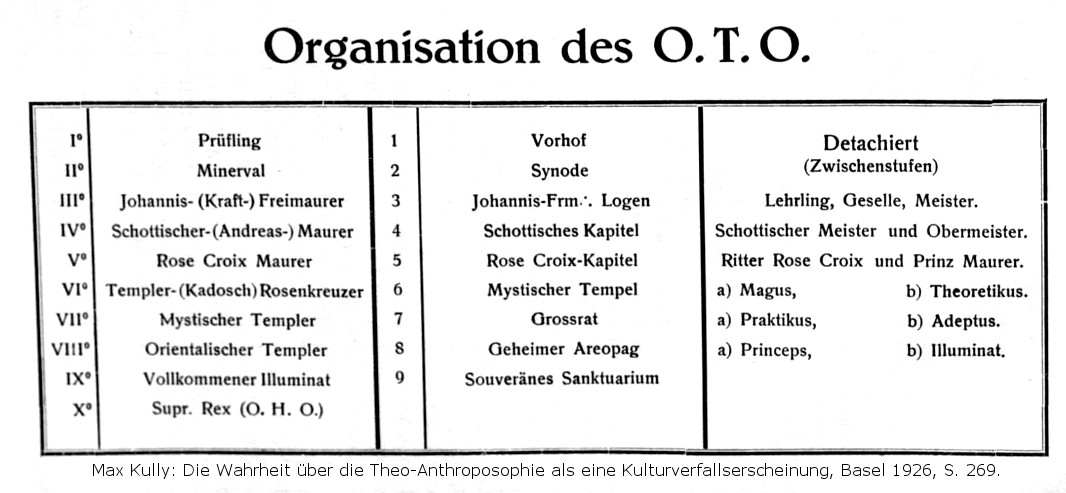
Organisation des O.T.O. unter Theodor Reuss

## Geschichte

### Entstehung
Der O.T.O. wurde im Geheimen am 1. September 1901 von dem Wiener Industriellen Carl Kellner, dem deutschen Theosophen und Freimaurer Franz Hartmann und von Henry Klein gegründet. Der Orden wurde als Geheimgesellschaft konzipiert, von Kellner maßgeblich finanziert und wohl auch geleitet. Als „äußeren“ Orden beabsichtigte man den von Reuß und Hartmann übernommenen Memphis-Misraïm-Ritus auszubauen, weshalb Kellner im September 1902 im höchsten Grad 90 bzw. 95 beitrat. Nach Kellners Tod 1905 übernahm Reuß die Leitung und machte den O.T.O. ab 1906 öffentlich bekannt.
Bis 1905 wurde der Orden noch nicht als O.T.O. bezeichnet, sondern hieß einfach nach seiner freimaurerischen Lehrart Memphis-Misraïm-Ritus (MMR). Nach diesem Ritus war der Orden ursprünglich als Erweiterung zur blauen Freimaurerei gedacht und man hoffte auf die Anerkennung durch die Vereinigte Großloge von England. MMR war eine synkretistische Lehrart, die neben freimaurerischen und rosenkreuzerischen Elementen ebenfalls templerisches und gnostisches Gedankengut mit einbezog. Zudem kam Reuß’ bereits 1880 erfolgloser Versuch neu auf, eine Wiederherstellung des Adam Weishauptschen Illuminatenordens in München zu bewerkstelligen. Reuß’ inhaltlich absurde Idee der Nähe ausgerechnet dieses Ordens mit der Tradition des aufklärerischen bayerischen Illuminaten-Ordens, der zum damaligen Zeitpunkt längst Geschichte war, setzte sich durch. Die Darstellung einer Illuminaten-Wiederbelebung im O.T.O. wird seitdem offiziell vom O.T.O. vertreten. Franz Hartmann beabsichtigte, als Bindeglied dieser Lehrart einen – selbst die Vereinigte Großloge von England umfassenden – neuen freimaurerischen Dachverband zu gründen, der Academia Masonica heißen sollte. Theodor Reuß schlug vor, die Lehren von Hartmann in den inneren Kreis des Ordens zu verlegen. Als O.T.O. wurde der Orden erst 1906 mit der englischen O.T.O.-Konstitution von Theodor Reuß bekannt. Kellner war zu diesem Zeitpunkt bereits verstorben und Hartmann hatte 1904 sämtliche Bindungen aufgegeben. Reuß wurde somit alleiniges Oberhaupt des neuen Ordens bis zu seinem Tode und gab sich den Ordensnamen Peregrinus.

### Weiterentwicklung

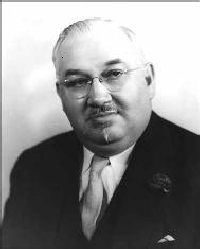
Auf Geheiß des AMORC-Gründers Harvey Spencer Lewis wurde Crowley 1921 aus dem O.T.O. ausgeschlossen.

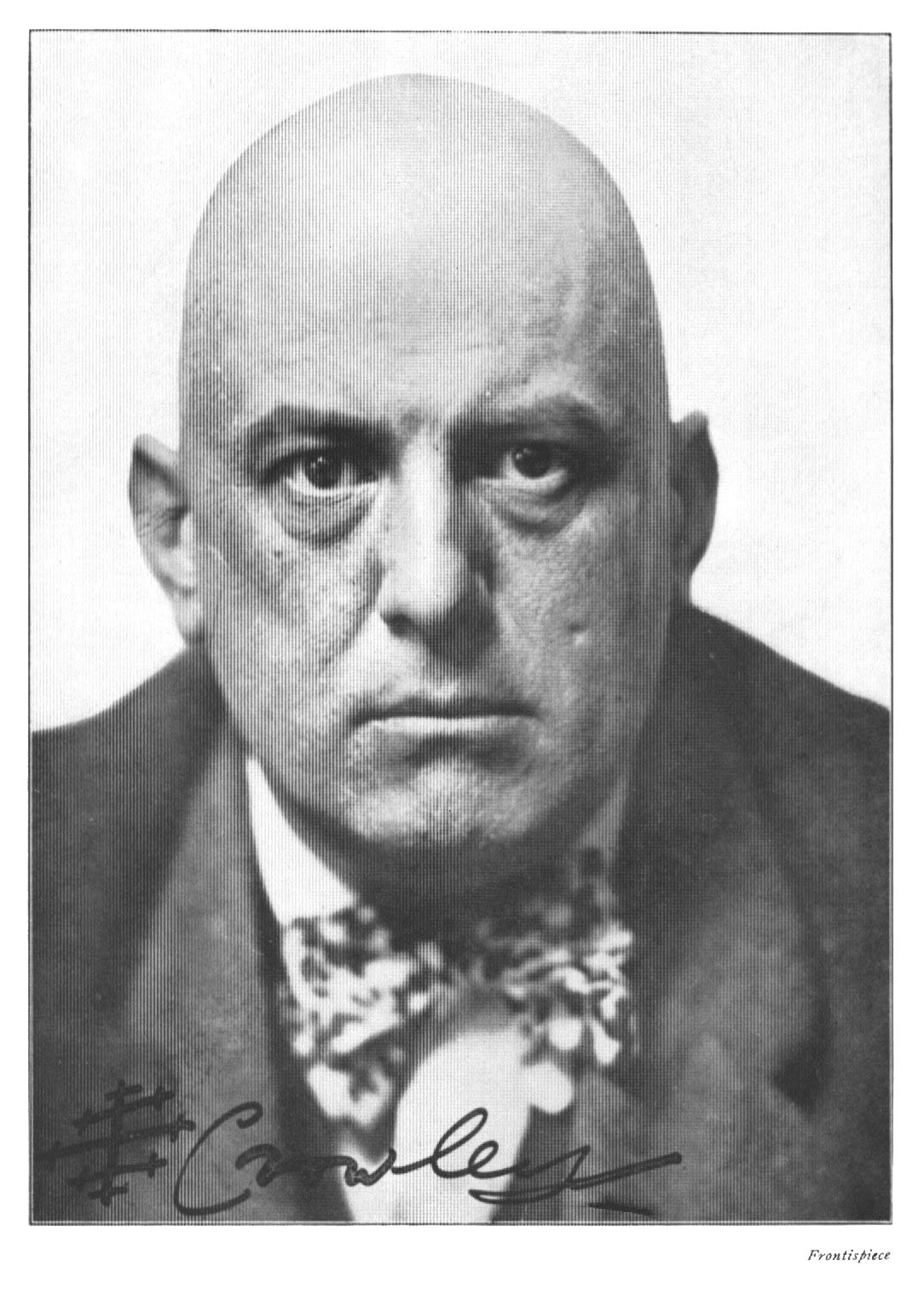
Aleister Crowley übernahm 1925 eigenmächtig die O.T.O.-Leitung ohne Ernennungsdekret.

Der O.T.O. wurde durch Theodor Reuß neu strukturiert. Er entwickelte ein System von zehn Graden. Die Rituale des O.T.O. waren ursprünglich freimaurerisch mit Betonung auf Hermetik („irreguläre“ Lehrart Memphis-Misraim). Diese wurden durch Aleister Crowley 1915 komplett überarbeitet und enthalten seitdem Crowleys Buch des Gesetzes. Crowley fügte einen elften Grad ein, zu dessen sexualmagischer Arbeit Analverkehr zwischen den männlichen Ordensmitgliedern gehört. Die Anerkennung als reguläre Freimaurerorganisation durch die Vereinigte Großloge von England blieb auch in den Folgejahren aus. Der O.T.O. erlangte durch die Mitgliedschaft Crowleys skandalumwitterte Popularität. Nach sexuellen Skandalen um Crowleys Abtei Thelema schloss Reuß ihn am 25. Oktober 1921 zunächst aus dem O.T.O. aus. Bekannte Esoteriker waren zeitweise Mitglieder oder standen in Verbindung mit dem O.T.O. (L. Ron Hubbard, John Whiteside Parsons und Gerald B. Gardner).

### Rudolf Steiner
Ob Rudolf Steiner, der Begründer der Anthroposophie, ebenfalls Mitglied war, ist umstritten. Laut Karl R. H. Frick trat er 1905 dem von Reuß geführten O.T.O. bei, erlangte rasch den IX° und wurde zügig in die höchsten Grade des Memphis-Misraim-Ritus erhoben. Um 1906 sei er durch Reuß zum X° ernannt worden (ein rein administrativer Grad, der zur Wahl des O.H.O. befähigt), zwecks Leitung des O.T.O. in Deutschland. Laut dem Kompaktlexikon Religionen wurde die deutsche Sektion des O.T.O. von 1906 bis 1914 von Steiner geleitet, der den höchsten Grad („Summus Rex“) erreicht habe. Frick gibt an, er habe etwa von 1906 bis 1914 den „inneren“ Kreis des O.T.O. geleitet, der sich in Deutschland „Mysteria Mystica Aeterna“ (MMA) nannte, als Großmeister und Supremus Magus, was lange geheim geblieben sei. Er habe dabei die von Reuß in Deutschland angebahnte (und später von Crowley in England fortgeführte) Wandlung des O.T.O. in einen pantheistisch-gnostisch-magischen Geheimbund nicht nachvollzogen, sondern den von ihm geleiteten deutschen O.T.O.-Zweig im Sinne eines christlich-abendländischen Rosenkreuzertums ausgebaut. Kraft eines Reuß-Patents aus dem Jahre 1906 zur Gründung einer O.T.O.-Loge soll Steiner in Berlin eine innere Rosenkreuzergemeinschaft des O.T.O. geleitet haben. Gegen seinen Willen habe ein dänisch-amerikanischer Schüler unter dem Pseudonym Max Heindel Teile aus seinen geheim gehaltenen Rosenkreuzerlehren veröffentlicht und auf dieser Basis 1909 die Rosicrucian Fellowship gegründet. Gemäß dem französischen Religionswissenschaftler Antoine Faivre trat Rudolf Steiner, der Begründer der Anthroposophie, zirka 1905 dem O.T.O. bei (Austritt 1913) und wurde Vorsitzender des deutschen Zweiges. Noch heute behaupten viele O.T.O.-Oberhäupter, Steiner habe dem O.T.O. angehört. Der Journalist und O.T.O.-Forscher Peter-Robert König bestreitet dagegen, dass Steiner je Mitglied im Orden war, da ihm keinerlei schriftliche Primärquellen dafür vorlägen. Er kenne lediglich einen Brief Crowleys, in dem dieser sich über den Unsinn ausließ, „den Steiner, der ‚in relation with the O.T.O.‘ sei, rauslasse.“ Auch der niederländische Philosophiehistoriker Cees Leijenhorst glaubt nicht an eine Mitgliedschaft Steiners: Die Kontakte zu Reuß seien rein formaler Natur gewesen.
1920 wurde der O.T.O. auf dem Zürcher Internationalen Freimaurerkongress definitiv als irregulär deklariert.
Im Juli 1921 wurde Harvey Spencer Lewis, der Gründer des AMORC, von Reuß zum VII° („Honory Member … for Swizerland, Germany and Austria“) ernannt. Der in den USA wohnende Lewis verlangte von dem in München ansässigen Reuß, Crowley aus dem O.T.O. zu verstoßen. Andernfalls werde er sich von einem gemeinsam geplanten Projekt distanzieren. Daraufhin wurde Crowley am 25. Oktober 1921 aus dem O.T.O. ausgeschlossen. Postwendend ernannte sich Crowley selber zum Oberhaupt des O.T.O., während Reuß neue Rosenkreuzer-Organisationen in Zusammenarbeit mit dem AMORC und Krumm-Hellers Rosenkreuzer-Orden Fraternitas Rosicruciana Antiqua (F.R.A.) plante. In der Folge zerfiel der O.T.O. in unzählige Zweige.:99 1922 legte Reuß aus gesundheitlichen Gründen seine O.T.O.-Ämter nieder. 1923 starb Reuß, ohne einen Nachfolger bestimmt zu haben.:100

## Struktur und Organisation
Leiter (Outer Head of the Order; O.H.O.) des O.T.O. ist seit 1985 William Breeze unter dem Ordensnamen Hymenaeus Beta. Weltweit hatte der O.T.O. 2014 etwa 3.000 initiierte Mitglieder.
Die lokalen Körperschaften unterteilen sich in Camps, Oasen und Logen. Camps sind die kleinsten Gruppen. Oasen haben mehr Mitglieder als Camps, Camps und Oasen initiieren bis zum III°. Logen übertreffen Oasen an Mitgliederstärke und initiieren bis zum IV°/P∴I∴-Grad. Der deutsche O.T.O. arbeitet dabei gemäß den Regelungen des Internationalen Hauptquartiers. In Deutschland zählte der in Aachen eingetragene Verein im Jahr 2012 rund 100 Mitglieder.
Der O.T.O. finanziert sich durch Mitgliedsbeiträge und durch die Tantiemen des Thoth-Tarots. So wurde 1998 von der Schweizer Spielkartenfirma Mueller AG in Schaffhausen ein diesbezüglicher Vertrag mit dem O.H.O. William Breeze unterzeichnet.

### Gradsystem
Das Gradsystem des heutigen O.T.O. besteht aus zwölf Graden. Der siebte Grad soll nach Darstellung des O.T.O. gleichwertig mit dem 32° des Alten und Angenommenen Schottischen Ritus sein. Im achten und neunten Grad werden sexualmagische Geheimnisse gelehrt. Der elfte Grad ist eine Variante des neunten Grades, in dem sexualmagische Energien umgekehrt werden, wie durch die Verdrehung der Buchstaben von IX° zu XI° veranschaulicht. Das Gradsystem des O.T.O. wird in drei Stufen (Triaden) unterteilt: den Einsiedler, den Liebenden und den Menschen der Erde nach dem Vers I/40 des Liber AL vel Legis. Die Grade sollen den Probanden unterstützen, seine wahre Identität zu finden. Im ersten Grad (Minerval 0°) entscheidet der Strebende, ob er ordentliches Mitglied werden will. Ein solches steht immer in spiritueller Verbindung mit dem Orden, selbst wenn es die aktive Mitgliedschaft niedergelegt hätte.
| Gradformel                                                                                     | Bezeichnung |                                 |
| 1. Triade des Menschen der Erde                                                                | 1. Triade des Menschen der Erde | 1. Triade des Menschen der Erde |
| ---------------------------------------------------------------------------------------------- | --- | ------------------------------- |
| 0°                                                                                             | Minerval (M) (das Ego, ein Gott auf Wanderschaft, wird vom solaren System angezogen) |                                 |
| I°                                                                                             | Mann und Bruder (oder Frau und Schwester) (M.) (als Kind wird die Geburt erlebt) |                                 |
| II°                                                                                            | Magier (M..) (der Mann oder die Frau erfahren das Leben) |                                 |
| III°                                                                                           | Meister Magier (M∴) (der Tod des Individuums) |                                 |
| IV°                                                                                            | Vollkommener Magier (P∴M∴) und Kompanion vom Heiligen Königlichen Gewölbe von Enoch Vollkommener Initiierter oder Prinz von Jerusalem (P∴I∴) (Die Welt jenseits des Todes wird repräsentiert, ein verherrlichter Zustand des Initiierten) |                                 |
| Ritter des Ostens und Westens (Knight of the East and West (K∴E∴W∴)) (außerhalb aller Triaden) | |                                 |
| 2. Triade der Liebenden                                                                        | |                                 |
| V°                                                                                             | Souveräner Prinz Rose-Croix und Ritter vom Pelikan und Adler Ritter vom Roten Adler und Mitglied des Senats der Ritter der hermetischen Philosophie                                                                                       |                                 |
| VI°                                                                                            | Erhabener Ritter (Templer) des Ordens von Kadosch und Kompanion des Heiligen Graals Groß Inquisitor Kommandant und Mitglied des Groß Tribunals Prinz des Königlichen Geheimnisses                                                         |                                 |
| VII°                                                                                           | Sehr Erhabener Souveräner General Groß Inspektor Mitglied des Höchsten Groß Rates |                                 |
| 3. Triade des Einsiedlers                                                                      | |                                 |
| VIII°                                                                                          | Perfekter Oberpriester der Illuminaten Epopt der Illuminaten |                                 |
| IX°                                                                                            | Initiierter des Gnostischen Sanktuariums |                                 |
| X°                                                                                             | Rex Summus Sanctissimus (Höchster und Heiligster König) |                                 |
| XI°                                                                                            | Initiierter des elften Grades (technischer Grad) |                                 |
| XII°                                                                                           | Frater Superior und Outer Head of the Order |                                 |

### Gnostisch-Katholische Kirche
Die Gnostisch-Katholische Kirche (Ecclesia Gnostica Catholica, EGC, E.G.C.) ist eine Schwesterorganisation des O.T.O. und seit 1908 fester Bestandteil des O.T.O. unter Reuß. Die Gruppe verwendet gelegentlich die Eigenbezeichnung „Brüder des Lichts der sieben Gemeinden in Asien“ oder „Orden der Templer vom Orient“. Die Gnostisch-Katholische Kirche erkennt das Liber AL vel Legis 1920 formell an und ist für das Ritual der Gnostischen Messe und verwandte ecclesiastische Rituale zuständig, das die Lehren aller Initiationsrituale des O.T.O. vereint.
Sie wurde 1890 von Jules Doinel, einem Archivar und Freimaurer aus dem Département Loiret, gegründet. Jules Doinel nannte sich Valentin II. und erhielt von einem Bischof der katholischen Kirche der Union von Utrecht eine apostolische Filiation. Daraufhin weihte er unter anderem Papus als Bischof der EGC. Nachfolger von Valentin II war Leonce Fabre des Essarts, der 1902 sein Amt weiter führte. 4 Jahre später spaltete sich die EGC, woraufhin Fabre des Essarts Patriarch der Gnostisch-Katholischen Kirche in Frankreich wurde und Jean Bricaud der Patriarch der EGC. Theodor Reuß traf sich 1908 mit Papus und ermächtigte ihn den O.T.O. und den Memphis-Misraïm-Ritus in Frankreich einzuführen. Dafür wurde Reuß die Bischofswürde der EGC von Papus verliehen. 1918 wurde Reuß als Carolus Albertus Theodorus Peregrinus „Souveräner Patriarch“ und Primat der Gnostisch-Katholischen Kirche, Vicarius Solomonis und Caput Ordinis O.T.O. Im selben Jahr veröffentlichte Reuß die deutsche Übersetzung der „Gnostischen Messe“ von Aleister Crowley. 1920 stellte Reuß das „Aufbauprogramm und die Leitsätze der Gnostischen Neo-Christen O.T.O.“ fertig und proklamierte neben dem Gesetz von Thelema die Abschaffung des Privateigentums und des Bargeldes. Als weitere Ziele wurden u. a. genannt: die Einführung einer zwangsweisen Arbeitspflicht, die Sicherung kostenlosen Unterrichts, Gesundheitsdienstes und Kulturangebotes sowie die Schaffung einer sexuell lustbetonten Gesellschaft ohne Sündenbewusstsein.

## Lehre
Die auf Aleister Crowleys Ideen basierende Lehre der Gnostisch-Katholischen Kirche ist ein Konglomerat aus neugnostischem Geheimwissen, altägyptischen Traditionselementen und indischem Geistesgut. Zum Kern der O.T.O.-Lehre zählt die Ausübung der Sexualmagie, die der Schlüssel sei, um alle maurerischen und hermetischen Geheimnisse zu erschließen. Der Besitz der sexualmagischen Kenntnisse versetze den O.T.O. in die Lage, „restlos alle Rätsel der Natur, alle freimaurerische Symbolik und alle Religions-Systeme“ zu erklären. Das Ziel der Gnostisch-Katholischen Kirche sei es, das reine Urchristentum in einer der Gegenwart angepassten Form wiederherzustellen. Nach eigenen Aussagen will die Gruppe die geheimen Heilswunder des Sakraments der Eucharistie enthüllen und die Heilsbotschaft des wahren Christos, des Gesalbten, verkünden. F. W. Haack weist auf den Unterschied zwischen dem „Christus“ der Bibel und dem „Christos“ der GKK hin und erläutert, dass Crowley den Glauben an Jesus Christus als eine lebensverneinende und weltfeindliche Religion betrachtete und stattdessen als Gegenpart den so genannten „Mithras-Christos“ propagierte, den er auch „Siegenden Horus“ nannte. Im „Liber OZ: sub figura LXXVII“ heißt es zum Gottverständnis: „Es gibt keinen Gott außer dem Menschen.“ Die christliche Lehre der Erbsünde und deren Rechtfertigung durch den zentralen christlichen Schlüsselbegriff der Gnade ist in der GKK verpönt, da es des Menschen Bestimmung sei, schon zu Lebzeiten sein Schicksal auf Basis des Gesetzes von Ursache und Wirkung zu lenken, um gottähnlich zu werden. Die Gottähnlichkeit des Menschen komme auf Grundlage des bewussten Erlebens der Einheit mit Gott durch ein Aufrechterhalten der Willenskontrolle während des Zeugungsaktes zustande, weil daraus die Erkenntnis erwachse, dass der vollzogene Liebesakt gleichzeitig als Parallelakt des göttlichen Zeugungsaktes begriffen werden könne.

## O.T.O.-Ableger
Es gab noch einige andere Gruppen, die dem O.T.O. oftmals das Crowley-Copyright und den Anspruch als offizieller O.T.O. streitig gemacht haben:
- Die Abtei Thelema, die von Hermann Metzger in der Schweiz gegründet wurde und bis 2009 bestand.[25][26]
- Den OTO Antiqua (OTOA), der von Lucien-Francois Jean Maine gegründet wurde und zusätzlich Voodoo-Einflüsse in sein System integriert hat.
- Die Society OTO (SOTO), die nach dem Tode ihres Leiters, des Brasilianers M. R. Motta, ebenfalls kaum mehr existent ist.
- Den Typhonian OTO (TOTO) (heute Typhonian Order) des Engländers Kenneth Grant mit seiner Mischung aus Ufoglauben, Thelema und H.P. Lovecraft. Dieser weist „ausdrücklich keine Struktur“ auf.[27] Es gibt „keine Ordenstitel, keine Hierarchien, keine festgeschriebenen Rituale, keinen Personenkult.“[28] Von Mitgliedern kann keine Rede sein, die Anhänger treffen sich „selten bis nie“, sondern korrespondieren nur miteinander und besuchen hin und wieder Treffen mit Grants Stellvertreter Michael Staley.[29]